# Биг Бенд (Висконсин)
Биг Бенд (енгл. Big Bend) град је у америчкој савезној држави Висконсин.

## Демографија
По попису из 2010. године број становника је 1.290, што је 12 (0,9%) становника више него 2000. године.
| Група             | 2000.         | 2010.         |
| Белци             | 1.229 (96,2%) | 1.234 (95,7%) |
| Афроамериканци    | 6 (0,5%)      | 2 (0,2%)      |
| Азијати           | 3 (0,2%)      | 6 (0,5%)      |
| Хиспаноамериканци | 23 (1,8%)     | 30 (2,3%)     |
| Укупно            | 1.278         | 1.290         |